# Volcan polygénique
Un volcan polygénique est un volcan qui fait des éruptions volcaniques régulières et qui se construit grâce à l'accumulation de couches de lave faites par ces nombreuses éruptions.
Le contraire des volcans polygéniques sont les volcans monogéniques qui se forment en une seule éruption, un volcan se classe obligatoirement dans l'une de ces deux catégories,.